# Pierre Dolbeault
Pierre Dolbeault (10 de outubro de 1924 – Paris, 12 de junho de 2015) foi um matemático francês.
Dolbeault estudou matemática na Escola Normal Superior de Paris. Obteve um doutorado em 1955 na Universidade de Paris, orientado por Henri Cartan, com a tese  Formes différentielles et cohomologie sur une variété analytique complexe. Foi professor na década de 1950 em Montpellier e Bordeaux, e depois no Institut de Mathématiques Jussieu da Universidade Pierre e Marie Curie. Com Pierre Lelong e Henri Skoda organizou durante longo tempo um seminário sobre análise em Paris.

## Obras
- Analyse Complexe. Masson, Paris 1990
- Varietes et Espaces Analytiques Complexes. In: Jean-Paul Pier (Editor): Development of Mathematics 1950–2000. Birkhäuser 2000
- com E. Chirka, G. Khenkin, A. Vitushkin: Introduction to complex analysis. Springer (Encyclopedia of Mathematics) 1997 (contribuição de Dolbeault General theory of multidimensional residues)